# 卡痛树
，是一种主长于东南亚的热带多年生常綠喬本。卡痛树的叶子，卡痛叶，有类似鸦片的镇定和刺激效果。有历史记载，卡痛叶被用作民间草药和偏方，有体力劳动者会用卡痛叶提神。
2019年，美国药监局警告消费者避免摄入卡痛叶，并申明未曾准许卡痛叶的医疗使用。

## 描述
卡痛树是帽柱木属的常青树，可长至25米高，0.9米粗。树干笔直，树皮呈光滑灰色，树叶光滑深绿色。

## 用途
卡痛叶可嚼食，做茶叶，磨粉成药，或提取成液体。卡痛树可提取出帽柱木碱作药用。

### 戒除鸦片
截止2018年，暂无临床研究证明卡痛叶可帮助戒除鸦片。民间有人用卡痛叶缓解鸦片类药物使用疾患。